# Caesarův most přes Rýn

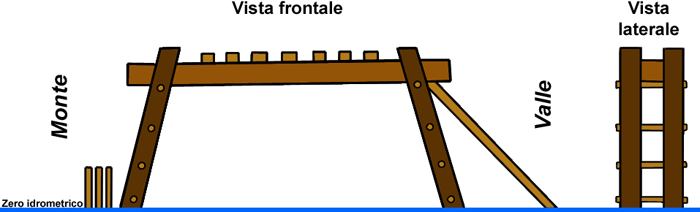
Italská verze mostu

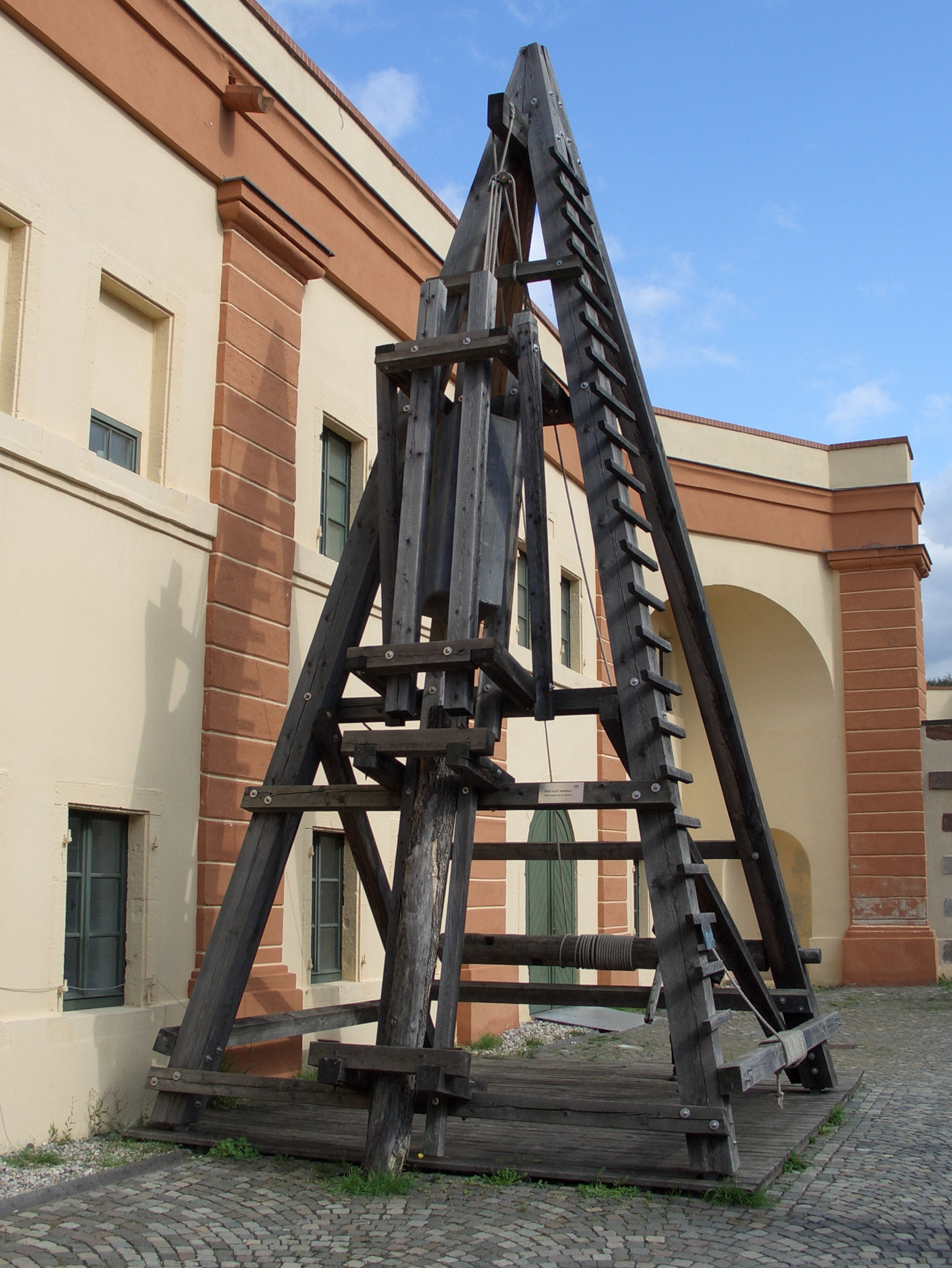
Rekonstrukce římského stroje použitého při stavbě mostu přes Rýn

Caesarův most přes Rýn, přesněji řečeno první dva mosty přes řeku Rýn, o nichž se dochovaly písemné zprávy, postavil Julius Caesar a jeho legionáři v období galských válek v letech 55 a 53 př. n. l. Tento úspěšný strategický tah vojevůdce je zároveň považován za mistrovské dílo římského vojenského inženýrství.

## Situace
V průběhu galských válek, kdy Julius Caesar dobyl nová území Galie, bylo nutné zajistit východní hranici nových provincií, proti vpádům germánských kmenů. Východní hranici dobytých území tvořila řeka Rýn, na jejímž opačném břehu se Germáni cítili v bezpečí, protože řeku pokládali za přirozenou hranici, která je ochránila před odvetnými útoky po jejich vpádech na území dobyté Římany. Aby tyto nájezdy Germánů byly minimalizovány, rozhodl se Julius Caesar demonstrovat svou sílu tím, že s římským vojskem překročí Rýn a Germány zmasakruje. Také chtěl pomoci Ubiům, spojeneckému germánskému kmeni, který v té době ohrožovali Svébové. Caesar mohl s vojskem řeku překonat na lodích, které mu Ubiové nabídli, ale pro demonstraci síly se rozhodl vybudovat most a tím ukázat, že Římané mohou kdykoliv řeku bez problémů překročit a navíc, jak uvedl ve své knize Zápisky o válce galské, tento přístup více přizpůsobil vlastní důstojnosti a stylu.

## Výstavba

### První most

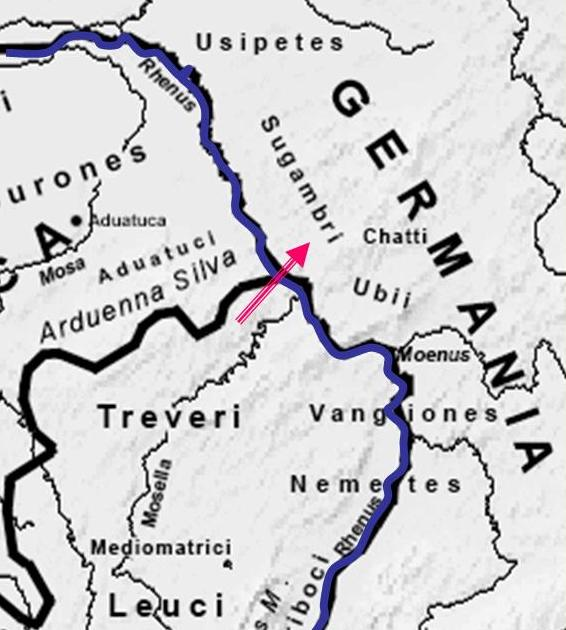
Místo, kde Caesar překročil Rýn

Caesarův první most byl s největší pravděpodobností postaven mezi Andernachem a Neuwiedem, přibližně 10 km po proudu od města Koblenz. V čtvrté knize Zápisků o válce galské výstavbu dřevěného mostu vylíčil s mnoha technickými podrobnostmi. Vždy dva a dva dole přitesané kůly o délce přiměřené vždy hloubce řeky nechal spojovat příčlemi tak, aby byly jeden od druhého dvě stopy. Dvojice kůlů pak nechal spouštět prámovým zařízením do řeky a hluboko do dna ji zarážel beranidlem. Kůly nezarážel kolmo k hladině, ale šikmo, podobně jako sklon střešních krokví, takže se klonily po proudu řeky. Naproti každé dvojici kůlů stavěl ve vzdálenosti čtyřiceti stop po proudu řeky další dvojici kůlů stejně spojovanou, která se klonila opačným směrem, proti proudu řeky. Do těchto protilehlých dvojic zapouštěl shora příčný trám silný dvě stopy tak, že zapadal do spáry odshora k první příčli. Dvojice sloupů od sebe rozpíraly dvě svory, zarážené na obou koncích trámů. Protože byly tak rozpínány a v opačném směru zase spínány, byla při prudším náporu vody pevnost mostního díla o to pevnější. Hotové mostní pilíře byly spojovány trámy přes ně kladenými po délce mostu a na ty zase napříč položena laťovina s navrch rozloženým klestím. Přesto se zarážely další kůly do řečiště na straně níže od mostu, aby fungovaly jako vzpěry, a další v nevelké vzdálenosti naopak nad mostem coby ochranné bariéry proti plovoucích kmenům či lodím, které by Germáni mohli pouštět po proudu s úmyslem most pobořit. Na základě tohoto popisu byly zhotoveny značně odlišné modely.
Údaje o délce mostu se nedochovaly, ale odhaduje se na 140 až 400 metrů a šířka na 7 až 9 metrů. Předpokládaná historická šířka Rýna se pohybuje kolem 400 metrů a jeho maximální hloubka 5-5,6 metrů. Pokud byly dvojice kůlů ve vzdálenosti 8 a 10 metrů, celkový počet vychází na 40 až 50 párů. Pro dostatečnou stabilitu mostu musely být zaraženy asi 1,5 metrů hluboko. Odhady výšky mostovky se pohybují okolo 1,5 až 1,8 metrů nad hladinou. Za těchto předpokladů byly kůly v nejhlubším místě řeky dlouhé přibližně 9,5 metrů. Musely být navíc přesně umístěné, což předpokládá technická zařízení, která Caesar nepopsal. Caesar měl u Rýna více než 40 000 vojáků a tak stavba mostu trvala pouhých deset dnů. Pak přešly římské legie na druhý břeh Rýna. Caesar dokázal, že římské legie, potažmo on sám, neznají žádné hranice. Po několika dnech bezvýznamných šarvátek a plenění zjistil, že kmeny Sugambrů a Svébů se mezitím přesunuly na východ. Spojily se a chystaly se uprostřed krajů ovládaných Svéby Caesarova vojska napadnout a tak se Caesar stáhl zpátky a most za sebou nechal strhnout.

### Druhý most
Patrně v Urmitzu (nedaleko od Neuwiedu) nechal Caesar o dva roky později postavit druhý most, bylo to o něco málo výše nad místem, kde stal jeho první most. Opět se to horlivým úsilím ženistů a ostatních legionářů podařilo za několik dní, jak to sám popsal v Zápiscích o válce gallské. Důvodem stavby mostu tentokrát byla pomsta za porážku v bitvě u Atuatuka, chtěl potrestat germánské kmeny za pomoc Treverům. Po překročení Rýna a napadl Germánii, ale s výraznějším odporem se nesetkal, protože Svébové i další germánské kmeny se z obav před masakrováním stáhli do hlubokých lesů, dál na východ. Při návratu do Galie nechal dřevěný most za sebou opět strhnout.

## Výsledky
Julius Caesar touto strategii zajistil východní hranici Galie. Navíc prokázal, že římské vojsko dokáže snadno a kdykoliv řeku Rýn přejít, a tím výrazné germánské nájezdy do Gálie od Rýna ustaly. Jeho výpravy do Germánie mu přinesly slávu v Římě. S postupující římskou kolonizací údolí Rýna se později postavily trvalejší mosty v místech, kde Římané založili svá castra a později města jako Castra Vetera (dnes Xanten), Colonia Claudia Ara Agrippinensium (dnes Kolín nad Rýnem), Confluentes (dnes Koblenz) a Moguntiacum (dnes Mohuč).

## Spory o přesnou polohu mostů
Nejistota o tom, kde přesně se mosty nacházely, vyplývá z povahy použitého stavebního materiálu. Julius Caesar sám konkrétní místa neuvádí. Ale při vykopávkách v oblasti Andernach-Neuwied se našly zbytky kůlů pokládané za pozůstatky Caesarových mostů. Uvažuje se také o lokalitě na jih od Bonnu.